# 新宿の目
新宿の目（しんじゅくのめ）は、宮下芳子による目を模した高さ3m、幅10mのアクリル製オブジェ、パブリックアート。内部に照明が組み込まれており、黒目に相当する部分が回転する。東京都新宿区新宿駅西口近くのビルの地下にある。 このパブリックアートは1969年に製作された。新宿スバルビルの地下に設置され、「町で最も目を引くパブリックアート」と評されている。
2011年3月11日の東日本大震災・福島第一原子力発電所事故以降は節電のため消灯していたが、蛍光灯からLED照明に改めた上で2015年2月から点灯を再開した。
2019年6月4日、何者かによって「新宿の目」が破損されたと新宿警察署に通報があった。同年8月9日に修理が完了した。
新宿スバルビルが2018年から解体工事に入ったため、「新宿の目」の去就が注目されたが、同地の所有者である小田急電鉄は「当面は現状のまま保存する」と回答し、2020年10月には「新宿の目」の上にある地上部分を使用した『五感の実験場 「メノウエプロジェクト」』を発足させることを発表した。解体により電源が断たれた為、上記から2025年現在まで、消灯・回転停止している。

## 登場作品
- 特捜最前線 - 287話 リミット1.5秒で櫻井刑事がよびだされたシーン。
- スペクトルマン - 1話でのスペクトルマンの初登場シーン。
- 帰ってきたウルトラマン - 47話での謹慎中の女性隊員が繁華街を彷徨うシーン。
- 超人バロム・1 - 1話での敵の首領の初登場シーン。
- ゲッターロボG 26話 - アニメ作品。新宿の目の裏側に「百鬼帝国新宿支部」があるという設定。
- コンクリート・レボルティオ〜超人幻想〜 - 3話「鉄骨の人」にて柴来人と興梠美枝子が新宿駅内で会話するシーン。
- 呪術廻戦 - アニメ作品。オープニングの東堂の背景。